# Brandão
Evaeverson Lemos da Silva o simplemente Brandão (Brusque, Brasil, 16 de junio de 1980) es un futbolista brasileño nacionalizado francés. Juega de delantero y su equipo actual es el Levadiakos FC de Grecia.

## Carrera
El 13 de enero de 2009 cambió de equipo, pasando del Shajtar Donetsk al Olympique de Marsella, después de jugar durante siete años para el Shakhtar en Ucrania y en la Champions League.
Es el jugador brasileño en activo que más títulos ha conseguido en toda su carrera tras Daniel Alves. Además de ello es el único jugador que ha llegado a marcar 10 goles en la Copa de la Liga de Francia antes de disputar 10 encuentros en dicha competición.
El 13 de marzo de 2012 Brandao anotó un gol histórico para el Olympique de Marsella en el Giuseppe Meazza, fue el número 800 del OM en la Champions League y consiguió clasificar al club francés a cuartos de final de la Champions League tras 19 años de sequía.
El 20 de abril de 2013 convierte el gol que le da el título de la Copa de la Liga de Francia al AS Saint-Étienne, tras años de sequía.
El 5 de agosto de 2014 se hace oficial su incorporación al club SC Bastia.

## Clubes
| Club                  | País    | Año           |
| --------------------- | ------- | ------------- |
| Grêmio Maringá        | Brasil  | 1998-2000     |
| União Bandeirante FC  | Brasil  | 2000-2001     |
| Iraty SC              | Brasil  | 2001-2002     |
| AD São Caetano        | Brasil  | 2002          |
| Shajtar Donetsk       | Ucrania | 2002-2008     |
| Olympique de Marsella | Francia | 2009-2012     |
| AS Saint-Étienne      | Francia | 2012-2014     |
| SC Bastia             | Francia | 2014-2016     |
| Londrina              | Brasil  | 2017          |
| Levadiakos FC         | Grecia  | 2017-presente |

## Palmarés

### Campeonatos nacionales
| Título                     | Club                  | País    | Año  |
| -------------------------- | --------------------- | ------- | ---- |
| Copa de Ucrania            | Shakhtar Donetsk      | Ucrania | 2004 |
| Liga Premier de Ucrania    | Shakhtar Donetsk      | Ucrania | 2005 |
| Supercopa de Ucrania       | Shakhtar Donetsk      | Ucrania | 2005 |
| Liga Premier de Ucrania    | Shakhtar Donetsk      | Ucrania | 2006 |
| Liga Premier de Ucrania    | Shakhtar Donetsk      | Ucrania | 2008 |
| Copa de Ucrania            | Shakhtar Donetsk      | Ucrania | 2008 |
| Supercopa de Ucrania       | Shakhtar Donetsk      | Ucrania | 2008 |
| Copa de la Liga            | Olympique de Marsella | Francia | 2010 |
| Ligue 1                    | Olympique de Marsella | Francia | 2010 |
| Copa de la Liga            | Olympique de Marsella | Francia | 2010 |
| Copa de la Liga de Francia | AS Saint-Étienne      | Francia | 2013 |